# Icius pallidulus
Icius pallidulus là một loài nhện trong họ Salticidae.
Loài này thuộc chi Icius. Icius pallidulus được Nakatsudi miêu tả năm 1943.